# Guerra Iran-Iraq
La guerra Iran-Iraq va ser un conflicte armat que enfrontà l'Iran i Iraq entre el setembre de 1980 i l'agost de 1988. També se l'anomenava guerra del Golf Pèrsic abans que es produís l'anomenada guerra del Golf entre l'Iraq i Kuwait (1990 - 1991). Des d'aleshores, a voltes se li diu primera guerra del Golf. D'altra banda és coneguda a l'Iran com la Guerra imposada (en persa: جنگ تحمیلی, Jang-e-tahmili) o Defensa sagrada (en persa: دفاع مقدس, Defā'e moghaddas) i a l'Iraq com la Qadisiyyah de Saddam (en àrab: قادسيّة صدّام). Es relaciona també amb la guerra freda islàmica.
L'origen pot trobar-se en la històrica animositat entre àrabs i perses i en les rivalitats regionals que aquesta ha ocasionat. En concret, l'Iraq volia invertir la delimitació de la frontera entre els dos països, establerta en els Acords d'Alger (1975), per aconseguir l'annexió de la regió de Shatt al-Arab. La guerra va acabar-se sense que cap país en sortís clarament vencedor, i va causar entre 500.000 i 1.200.000 víctimes.
La guerra va començar quan l'Iraq va envair l'Iran, llençant ofensives simultànies per terra i aire sobre territori iranià el 22 de setembre de 1980, després d'un seguit de disputes frontereres.
Iran va usar carros de combat Chieftains, amb els seus canons de 120 mm, M47 Patton i M60 Patton, que van demostrar ser superiors als T-54 i T-55, armats amb canons de 100 mm, i als T-62, dotats de canons de 115 mm, en servei amb l'exèrcit iraquià.

## Antecedents
Les Forces Armades de l'Iran, conegudes comunament com a Artesh amb la revolució islàmica de 1979 van patir mesos de processaments, execucions sumàries i una ruptura gairebé completa de la cadena de comandament. Un nou grup de comandament format per nou oficials amb credencials revolucionàries impecables es va establir el febrer de 1979, desconfiats dels militars de l'època del xa, especialment dels oficials de la força aèria, que juntament amb altres branques de l'Artesh el juliol de 1980 van intentar un cop d'estat que va provocar que entre dos mil i quatre mil militars, entre ells pilots i comandants superiors de la força aèria fossin acomiadats del servei, empresonats o executats, i al setembre de 1980, el govern revolucionari havia depurat de l'exèrcit uns 12.000 oficials de tots els nivells. Aquestes purgues van deixar l'exèrcit iranià en una situació d'extrema vulnerabilitat. Molts oficials subalterns van ser ascendits a generals fent que l'exèrcit estigués més integrat com a part del règim al final de la guerra. Mentrestant, una nova organització paramilitar va guanyar protagonisme a l'Iran, l'Exèrcit dels guàrdies de la revolució islàmica.
La campanya encoberta iraniana per soscavar el règim baasista a l'Iraq va incloure l'intent d'assassinat de Tarek Aziz llavors vicepresident, així com altres alts funcionaris iraquians l'abril de 1980, va ocasionar la ira creixent de Saddam Hussein i els seus assessors, i a l'estiu de 1980, les relacions entre Bagdad i Teheran s'havien trencat.

## Transcurs de la guerra

### Invasió iraquiana i resposta iraniana

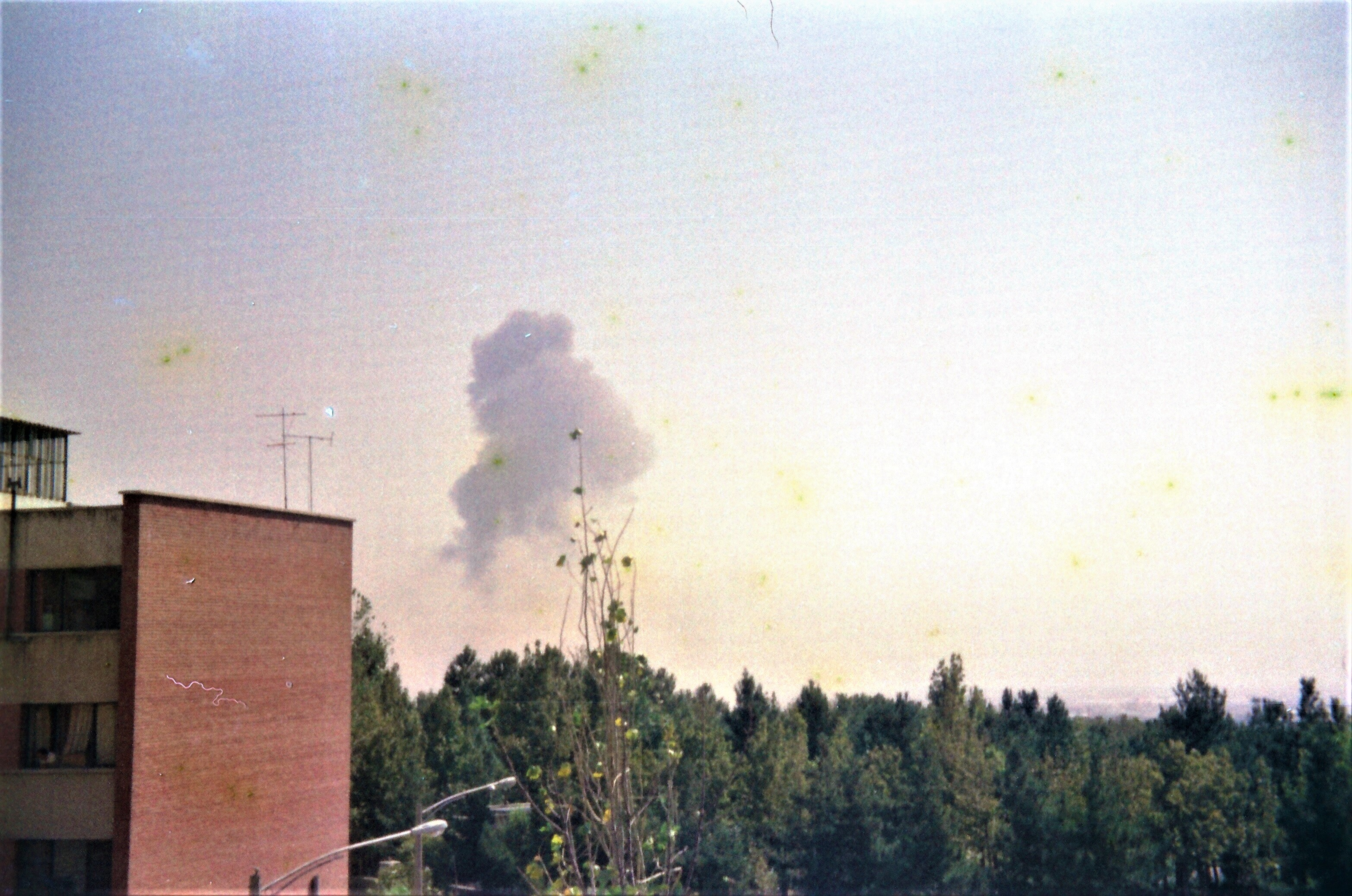
Atac a l'aeroport de Teheran en 22 de setembre de 1980

L'Iraq, aprofitant el caos revolucionari iranià va llançar el 22 de setembre de 1980 una invasió a gran escala de l'Iran, amb un atac sorpresa de la Força Aèria iraquiana contra deu aeròdroms iranians amb l'objectiu de destruir la Força Aèria iraniana, però aquest atac només va malmetre part de la infraestructura de la base aèria de l'Iran, i no va poder destruir un nombre significatiu d'avions, que s'emmagatzemaven en refugis reforçats. L'endemà, l'Iraq va llançar una invasió terrestre amb sis divisions en un front de 644 km en tres atacs simultanis que esperava que provoqués la caiguda del nou govern. Quatre divisions van ser enviades al Khuzestan per tallar Shatt al-Arab de la resta de l'Iran i establir una zona de seguretat territorial, assetjant les estratègiques ciutats portuàries d'Abadan i Khorramshahr.
La força aèria iraniana va respondre amb l'operació Kaman 99 i l'operació Entegham el 22 de setembre amb un atac de caces McDonnell Douglas F-4 Phantom II i Northrop F-5 a gran escala contra instal·lacions petrolieres, preses, plantes petroquímiques i refineries de petroli, les bases aèries de Mossul i Bagdad i la refineria de petroli de Kirkuk i els iranians van aconseguir la superioritat aèria durant els primers anys del conflicte.
El 30 de setembre un atac aeri iranià amb dos F-4 Phantom II va colpejar el Centre d'Investigació Nuclear de Tuwaitha a 17 quilòmetres al sud-est de Bagdad, malmetent el reactor Osirak que estava en construcció, mentre dos altres F-4 atacaven una central elèctrica, deixant Bagdad a les fosques durant dos dies.

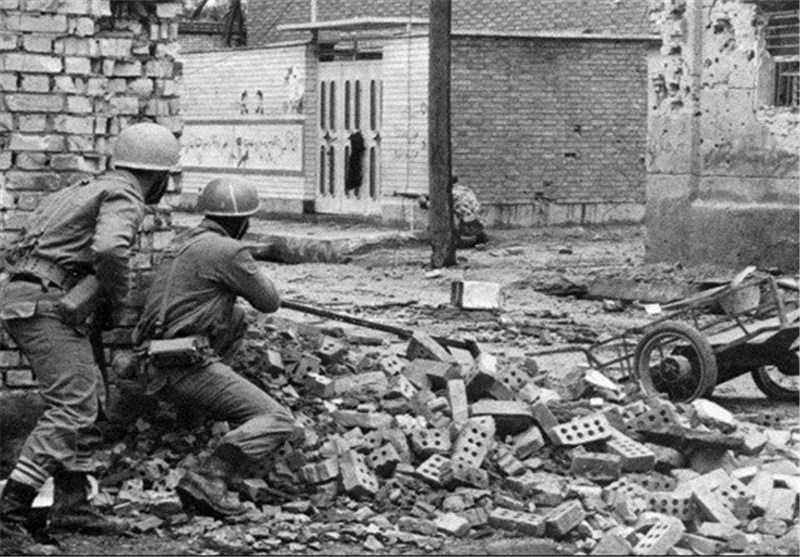
Combats durant el setge de Khorramshahr

Els helicòpters de combat AH-1 Cobra i els F-4 Phantom II iranians van atacar les divisions iraquianes que avançaven destruint nombrosos vehicles blindats i van impedir l'avanç iraquià, encara que no el van aturar completament. Khorramshahr va ser capturada però el seu setge va retardar prou els iraquians com per permetre el desplegament a gran escala de l'exèrcit iranià. Al novembre, Saddam Hussein va ordenar a les seves forces avançar cap a Dezful i Ahvaz, i posar setges a ambdues ciutats, tanmateix, l'ofensiva iraquiana havia estat molt danyada per les milícies iranianes i la força aèria de l'Iran, que havia destruït els dipòsits de subministraments i de combustible iraquians mentre els subministraments iranians, malgrat les sancions, no s'havien esgotat. En octubre de 1980 l'Iraq havia pres les vastes zones obertes del Khuzestan però enfront tenia les ciutats reforçades, i Saddam Hussein, que no volia sobreestendre les línies de subministrament, va declarar que l'exèrcit iraquià havia assolit els seus objectius i estava disposat a negociar la pau.
El 28 de novembre, l'Iran va llançar l'operació Morvarid, un atac combinat aeri i marítim que va destruir les terminals petrolíferes de Kohr al-Amaya i Mina al-Bakr, la major part de la marina iraquiana i tots els seus radars a la part sud del país, i quan l'Iraq va assetjar Abadan no va poder bloquejar el port, la qual cosa va permetre a l'Iran reaprovisionar Abadan per mar. Les reserves estratègiques de l'Iraq s'havien esgotat, havia perdut la seva capacitat de produir petroli i no tenia el poder per fer cap ofensiva important, i el 7 de desembre, Saddam Hussein Hussein va anunciar que l'Iraq passava a la defensiva.

### L'estancament de 1981

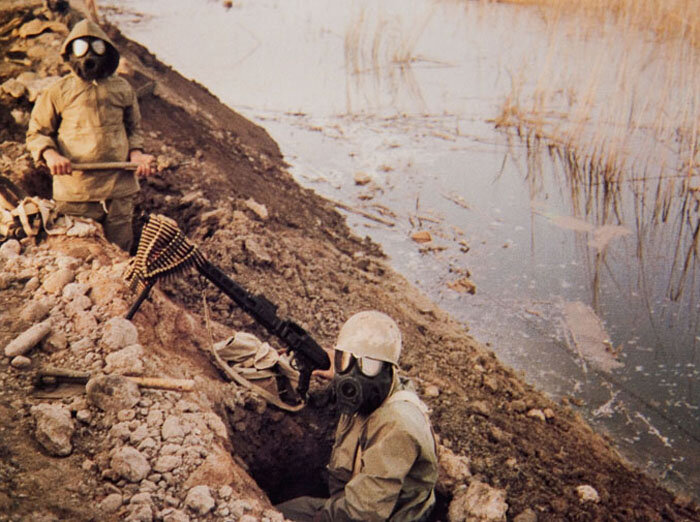
Soldats iranians portant màscares de gas durant l'Operació Badr

Durant els vuit mesos següents, ambdós bàndols van situar-se en posicions defensives, amb l'excepció de la batalla de Dezful, la batalla de tancs més gran des de la guerra del Yom Kippur. ja que els iranians necessitaven més temps per reorganitzar les seves forces després dels danys causats per la purga de 1979 i 1980. Els combats van consistir principalment en duels d'artilleria i incursions. L'Iraq havia mobilitzat 21 divisions per a la invasió, mentre que l'Iran va contrarestar només amb 13 divisions de l'exèrcit regular i una brigada. De les divisions regulars, només set es van desplegar a la frontera. La guerra es va empantanar en una guerra de trinxeres a l'estil de la Primera Guerra Mundial amb tancs i armes modernes de finals del segle XX. A causa del poder de les armes antitanc com el RPG-7, les maniobres blindades dels iraquians van ser molt costoses i, en conseqüència, van atrinxerar els seus tancs en posicions estàtiques. L'Iraq també va començar a llançar míssils Scud contra Dezful i Ahvaz, i va bombardejar per portar la guerra a la població civil iraniana. L'Iran va llançar desenes d'ones humanes d'assalt.

#### Conflicte intern a l'Iran
La derrota a la batalla de Dezful va tenir importants implicacions polítiques a l'Iran. El president Abolhassan Banisadr esperava que una victòria important ajudaria a augmentar la seva posició política i ajudaria a silenciar els seus crítics oponents, però el seu grau d'aprovació va baixar dràsticament i els seus oponents el van atacar encara més, i l'exèrcit regular, al qual donava suport, estava ara encara més desacreditat amb les seves tàctiques convencionals, i es va posar més èmfasi en els Guàrdies de la revolució i les seves tàctiques no convencionals. El juny de 1981 el Majlis (Parlament iranià) liderat pel Partit Republicà Islàmic i el primer ministre Mohammad Ali Rajai el van destituir. L'aiatol·là Ruhol·lah Khomeini, que havia fet el paper d'un "àrbitre neutral" i que durant l'any anterior havia intentat resoldre les diferències entre Banisadr i els seus oponents, va aprovar la seva destitució. Banisadr va fugir del país disfressat amb un pilot de la força aèria que desertava per evitar l'arrest i va ser substituït per una junta no oficial, liderada pel president Rajaii, el nou primer ministre Javad Bahonar i el president del Parlament Ali Akbar Hashemi Rafsanjani, que va prohibir tots els partits polítics, excepte el Partit Republicà Islàmic.
Banisadr, amagat amb el suport del Mojahedin-e-kalq (MEK) va intentar organitzar una aliança de faccions anti-Khomeini per recuperar el poder, incloent el MEK, el Partit Democràtic del Kurdistan Iranià i l'Organització Fedaian, mentre evitava qualsevol contacte amb grups monàrquics exiliats. Es va reunir moltes vegades mentre s'amagava amb el líder del MEK Massoud Rajavi per planificar una aliança, però després de l'execució el 27 de juliol del membre del MEK Mohammad Reza Saadati, Banisadr i Rajavi van concloure que no era segur romandre a l'Iran.
El procés de Banisadr va iniciar un període de diversos mesos de gairebé guerra civil i terror a l'Iran. Centenars de funcionaris del govern van morir en atemptats del Mojahedin-e-kalq com l'atemptat de Haft-e Tir del 28 de juny del 1981 a la seu del Partit Republicà Islàmic que matava al voltant de 70 alts càrrecs, membres del govern i diputats, incloent-hi Mohammad Beheshti, secretari general del partit i cap de l'organització judicial de la República Islàmica, o l'atemptat del 30 d'agost de 1981 a Teheran que va matar Rajai i Bahonar, i gairebé Rafsanjani, El règim iranià va desencadenar la seva pròpia onada de terror, torturant i executant més de 3.000 membres de l'oposició i purgant l'exèrcit regular una vegada més fis a suprimir la majoria dels seus oponents, inclosos els clergues dissidents.

#### Atac a la base aèria H-3

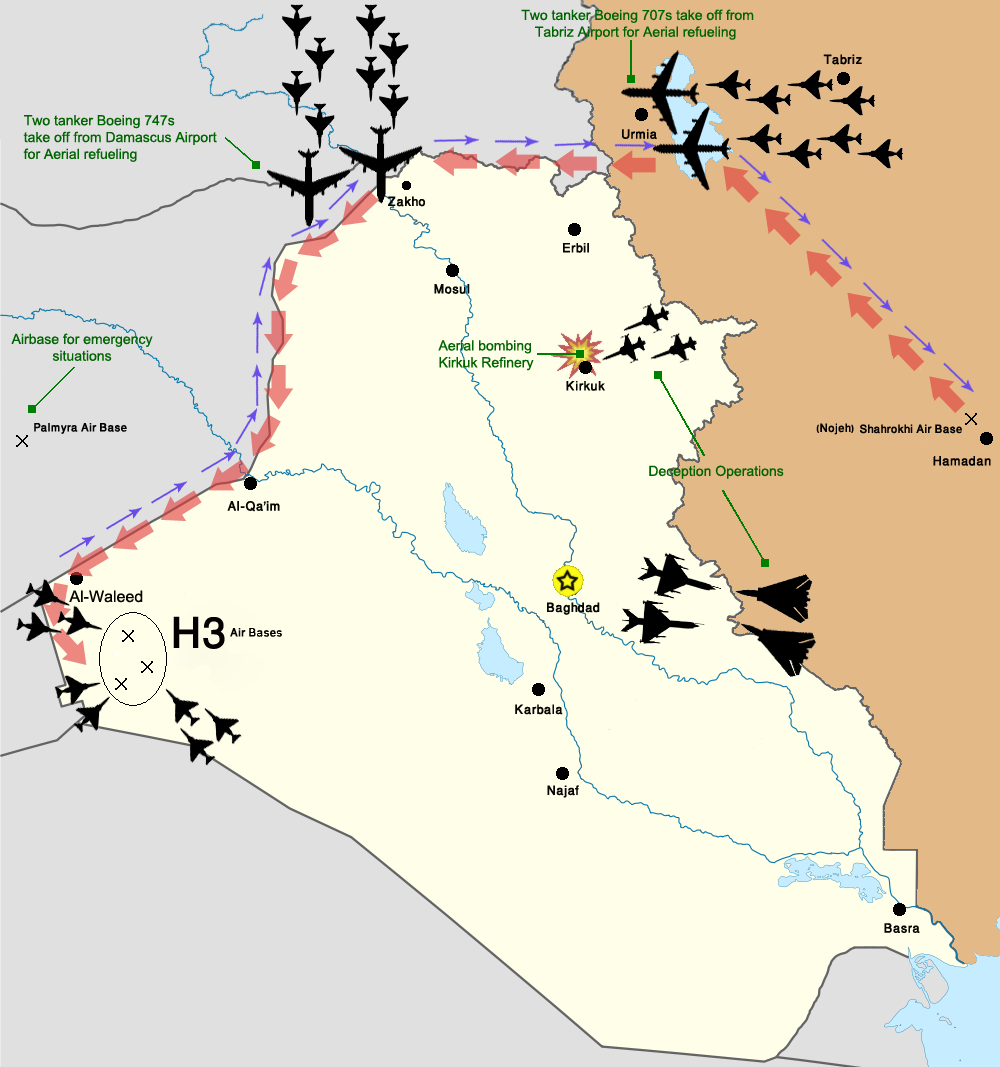
L'atac a la base aèria H-3 es considera com una de les operacions aèries més sofisticades de la guerra

El 4 d'abril de 1981 la Força Aèria Iraniana va fer un atac aeri sorpresa contra les bases aèries de la Força Aèria iraquiana a la base Aèria H-3 a l'oest de l'Iraq, emprant vuit McDonnell Douglas F-4 Phantom II, quatre Grumman F-14 Tomcat, un Lockheed C-130 Hercules, un lloc de comandament aerotransportat del Boeing 747, que havia de controlar les comunicacions de ràdio iraquianes i també actuar com a relé de comunicació entre els assaltants i els HQ de l'IRAF, i dos avions cisterna (un Boeing 707 i un Boeing 747) per a repostar aeri per a l'atac, destruint almenys 48 avions iraquians a terra sense pèrdues pròpies. Es considera una de les incursions amb més èxit de la història de la guerra aèria. Cada F-4 Phantom va repostar quatre vegades des dels avions cisterna, a una altitud de 300 peus (100 m), que era arriscat i molt per sota de qualsevol estàndard de seguretat.
Malgrat l'èxit dels atacs aeris, la Força Aèria Iraniana, greument afeblida per les sancions, les purgues prèvies a la guerra i la nova purga després de la destitució d'Abolhassan Banisadr, es va veure obligada a cancel·lar la seva reeixida ofensiva aèria i abandonar l'intent de control de l'espai aeri iranià. La desgastada Força Aèria iraniana va decidir limitar les seves pèrdues i lluitar a la defensiva, intentant dissuadir els iraquians en lloc d'enfrontar-los. Entre 1981 i 1982 la força aèria iraquiana es mantindria feble, però es rearmà de nou, i va començar a recuperar la iniciativa estratègica.

#### Introducció d'atacs d'ones humanes
Els iranians patien una escassetat d'armes pesades però disposaven d'un gran nombre de voluntaris, de manera que van començar a utilitzar atacs d'onades humanes contra els iraquians, amb assalts que començaven amb un atac en massa de la mal entrenada milícia Basij contra les parts més febles de les línies iraquianes seguit per la infanteria dels Guàrdies de la revolució més experimentada, que trencaria les debilitades línies iraquianes, seguit per l'exèrcit regular amb forces mecanitzades, que maniobrarien a través de la bretxa i intentaria encerclar i derrotar l'enemic. Els atacs d'onades humanes, tot i que són extremadament sagnants quan es van utilitzar en combinació amb atacs d'infiltració i sorpresa van provocar grans derrotes iraquianes. A mesura que els iraquians disposaven els tancs i infanteria en posicions estàtiques i entrinxerades, els iranians aconseguien trencar les línies i encerclar divisions senceres però`la manca de coordinació entre l'exèrcit iranià i la Guàrdia Revolucionària i l'escassetat d'armament pesat van perjudicar l'èxit de les operacions.

#### Operació Vuitè Imam
A finals de 1981, l'Iran va tornar a l'ofensiva i va llançar l'Operació Samen-ol-A'emeh (el vuitè imam), que va acabar amb el setge d'Abadan del 27 al 29 de setembre de 1981. Els iranians van utilitzar un força combinada de l'artilleria de l'exèrcit regular amb petits grups de blindats, recolzats per la infanteria Pasdaran (Guàrdies de la revolució) i Basij. El 15 d'octubre, després de trencar el setge, els iraquians van abandonar el seu armament pesat i van fugir a través del riu en un pont de pontons improvisats, i un gran comboi iranià va ser emboscat per tancs iraquians, que es van retirar del territori prèviament guanyat.

#### Operació Tariq al-Quds
El 29 de novembre de 1981 Iran va llençar l'Operació Tariq al-Quds amb tres brigades de l'exèrcit regular i set dels Guàrdies de la revolució. Els iraquians no patrullaven de manera adient les zones ocupades i els iranians van construir una pista de 14 quilòmetres a través de les dunes que van emprar per atacar per la rereguarda. Bostan fou represa el 7 de desembre i mentre els iraquians tenien seriosos problemes de moral, l'operació va significar el primer ús dels atacs d'onades humanes. La caiguda de Bostan va agreujar els problemes logístics iranians. 6.000 iranians i uns 2.000 iraquians van morir en l'operació.

### Retirada iraquiana

#### Operació Fath ol-Mobin

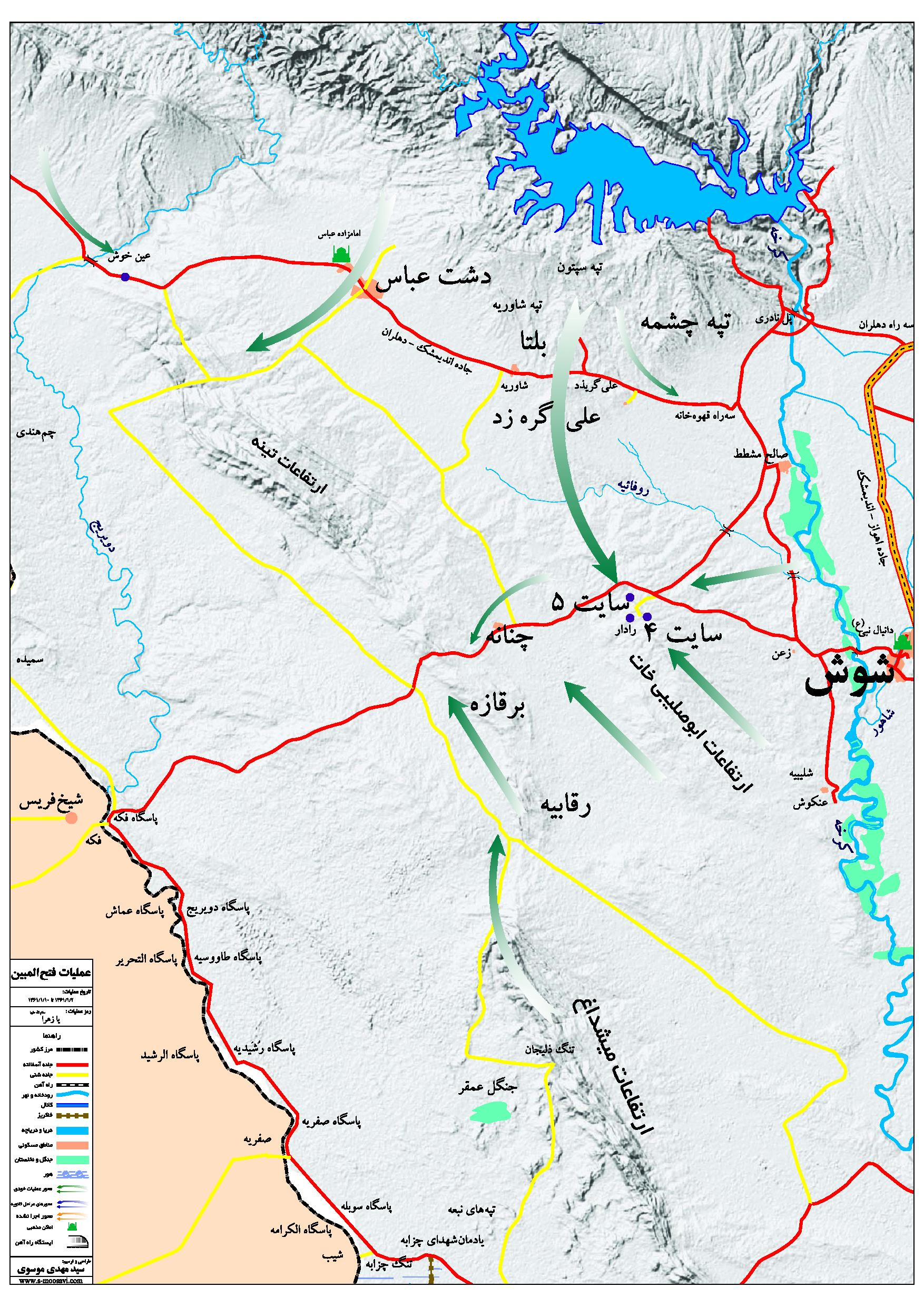
Operació Fath ol-Mobin

Els iraquians, adonant-se que els iranians estaven planejant atacar, van decidir avançar-se amb l'operació Fath ol-Mobin el 19 de març. Utilitzant un gran nombre de tancs, helicòpters i avions de caça, van atacar l'acumulació iraniana al voltant del pas de Roghabiyeh. Saddam Hussein i els seus generals van suposar que havien tingut èxit, en realitat les forces iranianes van romandre totalment intactes perquè encara que els iraquians van detectar una acumulació de persones prop del front, aquesta no s'assemblava a una acumulació militar tradicional i no es van adonar que es tractava d'una força d'atac. Com a resultat, l'exèrcit de Saddam no estava preparat per a les següents ofensives iranianes.

#### Retirada iraquiana
A finals de març Saddam Hussein va creure que el seu exèrcit estava massa desmoralitzat i danyat per aguantar el Khuzestan i grans extensions del territori iranià, i va retirar les seves forces restants, redistribuint-les en defensa al llarg de la frontera tot i continuar ocupant algunes zones frontereres iranianes clau de l'Iran, inclosos els territoris en disputa que van provocar la seva invasió, en particular la via fluvial de Shatt al-Arab. En resposta als seus fracassos contra els iranians a Khorramshahr, Saddam va ordenar les execucions dels generals Juwad Shitnah i Salah al-Qadhi i dels coronels Masa i al-Jalil. Almenys una dotzena d'oficials d'alt rang també van ser executats durant aquest temps. Aquest es va convertir en un càstig cada cop més comú per a aquells que el van fallar en combat.

#### Operació Beit-ol-Moqaddas

Operació Beit-ol-Moqaddas

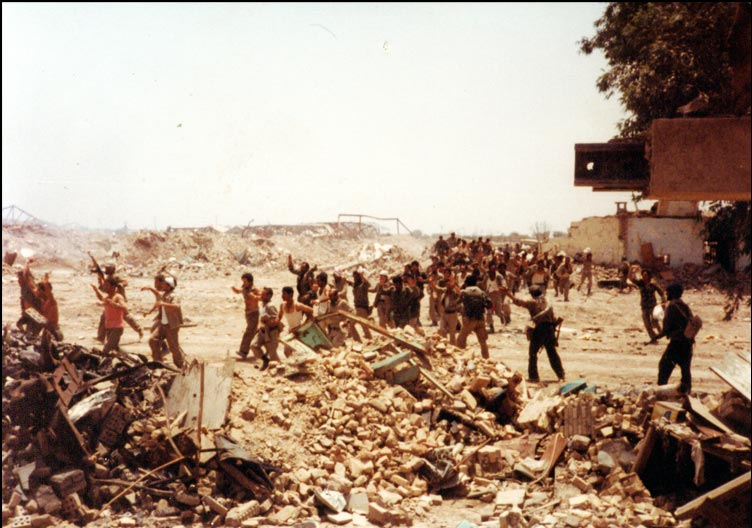
Soldats iraquians rendint-se amb l'alliberament iranià de Khorramshahr

L'operació Beit-ol-Moqaddas va aconseguir el seu objectiu d'alliberar Khorramshahr i va empènyer les tropes iraquianes cap a la frontera. Aquesta operació, juntament amb l'Operació Tariq al-Quds i l'operació Fath ol-Mobin, va aconseguir desallotjar les tropes iraquianes del sud de l'Iran i va donar impuls a l'Iran. Els iranians van capturar entre 15.000 i 19.000 soldats iraquians i una quantitat substancial de material militar iraquià a Khorramshahr.

### Ofensiva iraniana
Entre juliol i novembre de 1982, l'Iran va llançar tres grans diferents ofensives al territori iraquià: l'Operació Ramadan al-Mubarak, l'Operació Muslim ibn Aqil i l'Operació Muharram al-Haram.

#### Operació Ramadà al-Mubarak
A mitjans de 1982, l'Iraq havia estat expulsat majoritàriament del territori iranià, després d'haver perdut gairebé tots els guanys aconseguits durant la invasió de 1980. Saddam Hussein va utilitzar la invasió israeliana del Líban com a excusa per buscar el fi de la guerra i enviar ajuda als palestins però Ruhollah Khomeini va rebutjar les ofertes de pau de Bagdad i va començar a preparar-se per atacar l'Iraq, i el 13 de juliol de 1982 tres atacs separats prop de Bàssora amb atacs d'onades humanes durant 6 setmanes, en la batalla terrestre més gran des de la Segona Guerra Mundial. L'Iran va no aconseguir capturar Bàssora, el seu principal objectiu operatiu però va capturar 50 quilòmetres quadrats i la ciutat va quedar a l'abast de l'artilleria iraniana.

#### Operació Muslim ibn Aqil
L'Operació Muslim ibn Aqil va iniciar-se l'1 d'octubre en la que els iranians planejaven apoderar-se dels turons de Sumar, el terreny estratègic que domina la ciutat fronterera iraquiana de Mandali, i les principals línies de comunicació que uneixen Bagdad amb Kirkuk. Tot i que els iranians van alliberar part del seu propi territori i ocupar 65 quadrats quilòmetres a través de la frontera, Mandali, i les altures que envolten el ciutat, va romandre en mans iraquianes.

#### Operació Muharram al-Haram
L'operació Muharram al-Haram va ser l'ofensiva més reeixida iraniana de 1982, que pretenia eliminar els sortints iraquians existents dins del territori iranià, tallar la carretera Sharahani-Zobeidat (una de les principals que uneix Bàssora i Bagdad), i ocupar camps petrolífers iraquians al voltant de Mandali per dur-los posteriorment a la taula de negociació.

### Estancament i guerra de desgast
Després del fracàs de les ofensives de l'estiu de 1982, l'Iran creia que un esforç important a tot el front donaria la victòria. El 1983, els iranians van llançar cinc grans assalts al front amb atacs d'onades humanes massius, però cap va aconseguir un èxit substancial. En aquell moment, s'estimava que no més de 70 avions de caça iranians estaven encara operatius i sovint utilitzava helicòpters com a suport aeri proper emprant les seves pròpies instal·lacions de reparació d'helicòpters, sobrants d'abans de la revolució.
Els pilots de caces iranians tenien una formació superior en comparació amb els seus homòlegs iraquians, ja que la majoria havien rebut entrenament d'oficials nord-americans abans de la revolució islàmica i dominaven en el combat aeri. Tanmateix, l'escassetat d'avions, la mida del territori i espai aeri a defensar i la intel·ligència nord-americana subministrada a l'Iraq van permetre als iraquians explotar els buits de l'espai aeri iranià. Les campanyes aèries iraquianes van trobar poca oposició, atacant més de la meitat de l'Iran, ja que els iraquians van aconseguir la superioritat aèria cap al final de la guerra.

#### Operació Abans de l'Alba
A l'Operació Abans de l'Alba, llançada el 6 de febrer de 1983, els iranians van canviar el focus dels sectors sud als sectors central i nord. Amb 200.000 tropes de la "última reserva" de la Exèrcit dels guàrdies de la revolució islàmica, l'Iran va atacar en un front de 40 km prop d'Amara, a uns 200 km al sud-est de Bagdad intentant arribar a les carreteres que connectaven el nord i el sud de l'Iraq, però l'atac es va aturar pels 60 km de muntanyes, boscos i torrents de rius que cobreixen el camí cap a Amara, però els iraquians no van poder forçar els iranians a retrocedir. L'Iran va dirigir l'artilleria a Bàssora, Amara i Mandali. Els iranians van patir un gran nombre de baixes netejant camps de mines i mines antitanc iraquianes, que els enginyers iraquians no van poder substituir. El nombre de víctimes va ser elevat i després d'aquesta batalla, l'Iran va reduir el seu ús d'atacs d'onades humanes, tot i que encara continuaven sent una tàctica clau a mesura que avançava la guerra. L'abril de 1983 es van organitzar més atacs iranians al sector nord-centre de Mandali-Bagdad, però van ser repel·lits per les divisions mecanitzades i d'infanteria iraquianes.
A finals de 1983, s'estima que 120.000 iranians i 60.000 iraquians havien mort. L'Iran va tenir l'avantatge en la guerra de desgast, doncs en 1983, l'Iran tenia una població estimada de 43,6 milions aper 14,8 milions de l'Iraq.

#### Operació Alba 1
El 10 d'abril de 1983, l'Iran va llençar l'operació Alba-1 per colpejar Ayn Al-Qaws amb l'objectiu immediat del camp d'Al-Fakkah (a l'est d'al-Amarah) i capturar l'autopista Bagdad-Bàssora. L'Atac d'onada humana dut a terme majoritàriament per les forces de Pasdaran no va aconseguir que els iranians derrotessin als iraquians.

#### Operació Alba 2
Quan el 1978 es va fundar el Partit dels Treballadors del Kurdistan (PKK), actuava bàsicament a Turquia, però el Cop d'estat a Turquia de 1980 va reprimir durament el PKK, els seus combatents van fugir a Síria, però seu primer congrés al juliol de 1981 va decidir accelerar els preparatius per combatre Turquia, i després del segon congrés l'agost de 1982 va decidir el retorn a Turquia i el Kurdistan iraquià, on el 1983 el PKK va convèncer el Partit Democràtic del Kurdistan (PDK), que governava la major part de la regió, de signar un acord que permetés al PKK instal·lar llurs bases a zones frontereres amb Turquia.
L'operació Alba-2 va obrir un nou front al Kurdistan iraquià i iranià quan el 22 de juliol de 1983 les forces iranianes van avançar des de Piranshahr i van tenir un gran èxit contra els iraquians, capturant Haji Omeran. Els iranians i les guerrilles kurdes van fer ús de crestes elevades per llançar emboscades a les posicions i combois iraquians apoderant-se d'uns 390 km² de territori iraquià. L'Iraq va respondre amb una contraofensiva, llançant un assalt aerotransportat i utilitzant l'ús de gas verinós per primera vegada en tota la guerra. Els iraquians van colpejar les tropes iranianes als cims de les muntanyes prop de Haji Omeran amb gas mostassa mentre les seves tropes avançaven pels vessants però l'agent va tornar a baixar atacant les tropes iraquianes, mentre el terreny accidentat retenia els tancs iraquians i els helicòpters de combat també es va veure obstaculitzat, ja que els combatents iranians i kurds tenien una millor cobertura.

#### Operació Alba 3
Les forces iranianes van llençar 180.000 soldats iranians mal entrenats i equipats en l'Operació Alba 3 per recuperar la ciutat de Mehran i fer retirar als iraquians des de les altures a la plana, resultant en la pitjor derrota de l'Iran de totes les operacions Alba per la potència de foc iraquiana en suport de les tropes profundament atrinxerades. Els iraquians van contraatacar sortint de les seves trinxeres per contraatacar l'Iran i capturar Mehran, per segona vegada.

#### Operació Alba 4
Les forces iranianes van llençar l'operació Alba 4 el 19 d'octubre de 1983 i els iranians i la guerrilla peshmerga de la Unió Patriòtica del Kurdistan van conquerir uns 650 km² de territori exercint una quantitat important de pressió sobre Penjwen. Saddam Hussein va respondre amb un contraatac, utilitzant la Guàrdies de la revolució iraquiana i gas verinós. No obstant això, no van aconseguir desallotjar els iranians, que estaven atrinxerats i reforçats pels combatents kurds.

### Canvi de tàctica iraniana
Les Operacions Alba van comportar l'augment de la defensa iraquiana en profunditat i l'increment d'armament i tropa, i l'Iran, que no podia dependre dels simples atacs d'onades humanes, va donar pas a ofensives iranianes més complexes i una extensa guerra de maniobres, utilitzant principalment infanteria lleugera. L'Iran va llançar ofensives freqüents i, de vegades, més petites per guanyar terreny lentament i esgotar els iraquians amb el desgast, conduint l'Iraq al col·lapse econòmic malgastant diners en armes i mobilització bèl·lica, i delmar la seva menor població, a més de crear una insurrecció antigovernamental. Aquest canvi de plantejament van tenir èxit al Kurdistan, però no al sud de l'Iraq.
L'Iran va recolzar els seus atacs amb armament pesat quan li va ser possible i amb una millor planificació, tot i que el pes de les batalles encara va recaure en la infanteria. L'exèrcit regular i la Guàrdies de la revolució van treballar millor junts a mesura que milloraven les seves tàctiques. Els atacs d'ones humanes es van fer menys freqüents, tot i que encara es van utilitzar. Per negar l'avantatge iraquià de la defensa en profunditat, les posicions estàtiques i la gran potència de foc, l'Iran va començar a centrar-se en combatre on els iraquians no podien utilitzar el seu armament pesat, com ara pantans, valls i muntanyes, i sovint utilitzant tàctiques d'infiltració. L'Iran va començar a entrenar tropes en infiltració, patrullaje, lluita nocturna, guerra de pantans i guerra de muntanya. Van començar a entrenar milers de forces especials de la Guàrdia Revolucionària en la guerra amfíbia, ja que el sud de l'Iraq és pantanós i ple d'aiguamolls. L'Iran va utilitzar llanxes ràpides per creuar els aiguamolls i els rius del sud de l'Iraq i desembarcar tropes a les ribes oposades per excavar i instal·lar ponts de pontons sobre els rius i els aiguamolls per permetre que les tropes pesades i els subministraments travessin. L'Iran també va aprendre a integrar unitats guerrilleres estrangeres com a part de les seves operacions militars. Al front nord, l'Iran va començar a treballar molt amb els peshmerga kurds. Els assessors militars iranians van organitzar els kurds en grups d'atac de 12 guerrillers, que atacarien els llocs de comandament iraquians, formacions de tropes, infraestructures, incloses carreteres i línies de subministrament, i edificis governamentals. Les refineries de petroli de Kirkuk es van convertir en un objectiu preferent, i sovint van ser colpejades per coets casolans dels peshmerga.

#### Batalla dels aiguamolls
Després fracassar en l'operació Alba-5 dirigida directament a Bàssora, l'Iran va obrir un front als llacs dels aiguamolls de Hawizeh, en un intent d'obrir un altre lloc des del qual es pogués atacar Bàssora. El 1984, les forces terrestres iranianes s'havien reorganitzat suficientment perquè els Guàrdies de la revolució llencessin l'operació Kheibar amb objectiu de capturar l'autopista Bàssora-Bagdad i tallar la comunicació de Bàssora amb Bagdad. A causa de les sancions, l'Iran no tenia recanvis per als seus equips de fabricació nord-americana i britànica, i la infanteria no va poder ser recolzada amb una quantitat suficient d'artilleria, suport aeri i tancs. L'Iraq va expulsar els iranians del camp petrolífer de Majnoon utilitzant tàctiques d'armes combinades juntament amb atacs amb armes químiques.

#### Operació Badr
Els iranians van llançar l'operació Badr l'11 de març de 1985 i van aconseguir capturar una part de l'autopista Basora-Amarah-Bagdad. El següent contraatac iraquià, però, va obligar els iranians a sortir en una guerra contínua d'estancament sense fi. En resposta a l'operació Badr, Saddam va obrir la segona campanya de la Guerra de les Ciutats durant el març d'aquell any, colpejant ciutats fins a Esfahan, Tabriz, Shiraz i fins i tot Teheran. L'Iran va respondre de la mateixa manera amb atacs propis contra l'Iraq, principalment llançant obusos i míssils d'abast mitjà a la ciutat portuària de Bàssora. Tot i que això no va tenir èxit a causa de l'escassetat de blindatge i poder aeri iranians, va convèncer el lideratge iranià que les seves tàctiques encara eren bones, ja que havien aconseguit arribar tan lluny a l'Iraq. Els iraquians també estaven convençuts que les seves tàctiques també eren encertades. A causa de la manca d'armament pesat de l'Iran, patirien durant els contraatacs iraquians amb armes pesades.

#### Contraofensives iranianes
El fracàs dels atacs d'onades humanes en anys anteriors havia impulsat l'Iran a desenvolupar una millor relació de treball entre l'Exèrcit i la Guàrdia Revolucionària i a modelar les unitats de la Guàrdia Revolucionària en una força de combat més convencional. Per combatre l'ús d'armes químiques per part de l'Iraq, l'Iran va començar a produir un antídot. També van crear i desplegar els seus propis drons, els Qods Mohajer-1, equipats amb sis RPG-7 per llançar atacs. S'utilitzaven principalment en observació, sent utilitzats per a fins a 700 sortides.
L'operació Ghader es va dur a terme en 3 etapes durant 2 mesos, del 15 de juliol al 9 de setembre de 1985, a la governació d'Erbil, conquerint les altures de Sarsepandar, Kolahzardeh i Barbarzindoost.

## Final de la guerra
La guerra va durar fins que la Resolució 619 del Consell de Seguretat de les Nacions Unides del 9 d'agost de 1988 va posar fi a la guerra i va obligar les dues parts a acceptar novament els acords d'Alger de 1975, i les Nacions Unides van establir el Grup d'Observadors Militars de les Nacions Unides per a l'Iran i l'Iraq durant un període inicial de sis mesos per supervisar l'alto el foc.
En 1991, després de la retirada total de les forces iranianes i iraquianes a les fronteres reconegudes internacionalment, la missió militar multinacional es va donar per finalitzada romanent a Bagdad i a Teheran sengles oficines civils per a qüestions polítiques encara no resoltes. Aquestes oficines es van mantenir fins a 1992.

## Iran-Contra
El govern dels Estats Units, sota l'administració del president Ronald Reagan, va vendre armes al govern iranià durant la guerra per finançar el moviment conegut com a "Contras" nicaragüenca (moviment armat creat i finançat pels Estats Units per atacar el govern sandinista de Nicaragua, durant el període conegut com a Revolució Sandinista). Ambdues operacions, la venda d'armes i el finançament de la Contra, estaven prohibides pel Congrés dels Estats Units i per aquesta raó aquest fet era considerat alta traïció (Iran-Contra).